# Further Conversations with Myself
Further Conversations with Myself – album Billa Evansa wydany przez wytwórnię Verve Records w 1967.
Płyta, podobnie jak wcześniejsza Conversations with Myself, została nagrana metodą overdubbingu, przez nałożenie na siebie dwóch osobno nagranych ścieżek fortepianowych. Nagrania zostały dokonane w Webster Hall w Nowym Jorku 9 sierpnia 1967.
Evans nagrał później jeszcze jedną płytę przy zastosowaniu overdubbingu – New Conversations w 1978.
W 1999 wytwórnia Verve wydała Further Conversations with Myself na CD.

## Lista utworów
| 1. | „Emily” (Johnny Mandel, Johnny Mercer)                           | 4:52  |
|    |                                                                  |       |
| 2. | „Yesterdays” (Jerome Kern, Otto Harbach)                         | 3:48  |
|    |                                                                  |       |
| 3. | „Santa Claus Is Coming to Town” (J. Fred Coots, Haven Gillespie) | 3:45  |
|    |                                                                  |       |
| 4. | „Funny Man” (Bill Evans)                                         | 3:43  |
|    |                                                                  |       |
| 5. | „The Shadow of Your Smile” (Johnny Mandel, Paul Francis Webster) | 8:01  |
|    |                                                                  |       |
| 6. | „Little Lulu” (Buddy Kaye, Fred Wise, Sidney Lippmann)           | 2:48  |
|    |                                                                  |       |
| 7. | „Quiet Now” (Danny Zeitlin)                                      | 7:53  |
|    |                                                                  |       |
|    |                                                                  | 34:50 |
|    |                                                                  |       |

## Twórcy
- Bill Evans – fortepian